# Franco Magnani (ciclista)
Franco Magnani (Cesena, 29 aprile 1938) è un ex ciclista su strada italiano.
Professionista tra il 1961 ed il 1964, conta la vittoria di una tappa al Giro d'Italia.

## Carriera
Corse per la Ghigi e la Salvarani, distinguendosi soprattutto come passista. Da professionista vinse una tappa al Giro d'Italia 1963.

## Palmarès
- 1959

G.P. Montanino
- 1963

15ª tappa Giro d'Italia (Mantova > Treviso)

## Piazzamenti

### Grandi Giri
- Giro d'Italia

1963: 35º
1964: 80º
- Tour de France

1962: 83º

### Classiche monumento
- Milano-Sanremo

1962: 53º
1963: 20º